# Krivánské Veterné hole
Krivánské Veterné hole jsou geomorfologickou částí Kriváňské Fatry. Zabírají nejrozsáhlejší a nejvyšší oblast podcelku Malé Fatry.

## Vymezení
Nacházejí se v jihozápadní a centrální části Kriváňské Fatry a v rámci podcelku je obklopuje z východu Osnica a ze severu Rozsutce a Štefanovská kotlina. Severozápadním směrem leží Varínské podolie (podcelek Žilinské kotliny ) a údolí Váhu se Strečnianskou soutěskou odděluje západně situovány Lúčanské Veterné hole (část Lúčanské Fatry). Jižně se nacházejí Turčianske nivy a Šútovské podhorie (podcelky Turčianské kotliny) a jihovýchodním směrem se území dotýká Šípská Fatra, která je podcelkem Velké Fatry. 

## Ochrana území
Celé území této části Kriváňské Fatry leží v Národním parku Malá Fatra a nacházejí se zde tato maloplošné chráněné území:
- národní přírodní rezervace Šrámková, Šútovská dolina, Chleb, Rozsutec, Velká Bránica, Pripor, Suchý, Starý hrad, Krivé, Kľačianska Magura
- přírodní rezervace Hrádok, Hajasová, Pod Rígľom
- chráněný areál Rieka Orava [2]

## Vybrané vrcholy
- Velký Kriváň (1709 m n. m.) - nejvyšší vrch Malé Fatry
- Malý Kriváň (1670 m n. m.)
- Chleb (1645 m n. m.)
- Hromové (1636 m n. m. )
- Pekelník (1609 m n. m.)
- Stoh (1607 m n. m.)
- Steny (1535 m n. m.)
- Stratenec (1513 m n. m.)
- Suchý (1468 m n. m.)

## Významné sedla
- Bublen
- Medziholie
- Priehyb
- Snilovské
- stohové
- Vráta

## Turismus
Kriváňské Veterné hole patří k nejatraktivnějším turistickým lokalitám Slovenska. Nejvýznamnějším centrem letní i zimní turistiky je Vrátna dolina a obec Terchová, no značené trasy vedou téměř z každé obce v podhůří. Hustá síť chodníků je napojena na hřebenovou trasu mezinárodního významu (E 3), vedoucí z Nezbudskej Lúčky přes Malý a Velký Kriváň, Chleb a sedlo Medziholie na Velký Rozsutec.
Na jižním okraji se nad Váhom tyčí zřícenina Starhrad a turistům slouží několik hotelů a turistických chat (např. Chata na Grúni, chata pod Chlebom, chata pod Kľačianskou Magurou, Chata pod Suchým a Chata Vrátna).